# Paolo Spoladore
Paolo Spoladore (Padova, 23 giugno 1960) è uno scrittore italiano, noto per la sua attività di cantautore di brani devozionali ispirati alla Bibbia e al Vangelo.

## Biografia
Spoladore frequenta il seminario fino a ricevere l'ordinazione nel 1984. La passione per la musica lo porta fin da molto giovane a comporre numerosi canti devozionali di ispirazione cristiana, che ottengono un largo riscontro tra le comunità locali. Con il tempo la sua popolarità aumenta, portandolo a esibirsi in vari luoghi in Italia e in Europa.
Negli anni ottanta fonda la Usiogope Edizioni ("Usiogope" in lingua swahili significa non temere), una casa editrice multimediale che si occupa di pubblicare le sue opere ed organizzare concerti e corsi di comunicazione, tenuti anche dallo stesso Spoladore.
Dal 1984 comincia a raccogliere e pubblicare le sue canzoni in vari album. In essi propone sue composizioni originali e versioni di preghiere cristiane classiche reinterpretate in chiave moderna quali il Padre nostro, l'Ave Maria, il Magnificat, il Cantico delle creature; tra le sue composizioni più famose si ricordano in particolare San Francesco e Tu sei, pubblicate nel primo album Così (1989) e diffuse nei libretti dei canti delle diocesi in tutto il territorio nazionale.
Dal 2001, inoltre, pubblica annualmente una serie di libri che raccolgono le sue riflessioni sul Vangelo.
Nel 2002 la sua fama è talmente cresciuta che nella chiesa di Padova dove era parroco, San Lazzaro, accorrono ogni domenica migliaia di persone per le sue parole, la sua musica e le sue "guarigioni spirituali".
Il 25 giugno 2010, a seguito di un'indagine avviata dalla Curia di Padova dopo le notizie divulgate relativamente ad una sua presunta paternità, Paolo Spoladore è stato sospeso dall'esercizio del ministero presbiterale (sospensione a divinis) dal vescovo di Padova Antonio Mattiazzo, in attesa di ulteriori determinazioni.
In un comunicato stampa, il vescovo precisava inoltre che «i corsi di formazione organizzati e condotti da don Paolo Spoladore e l'attività  da lui svolta in ambito musicale ed editoriale (concerti, cd, libri) sono iniziative di cui il sacerdote risponde personalmente e non hanno alcuna approvazione da parte dell'autorità ecclesiastica».
L'11 ottobre 2011 il Tribunale dei minori di Venezia riconosce ufficialmente la paternità di Spoladore (a cui impone di pagare un assegno mensile di mantenimento)
Il 28 settembre 2015 la Congregazione per il clero ha emesso il decreto di dimissione dallo stato clericale di Spoladore.

## Discografia
- Così (1989)
- Come in Cielo così in Terra (1992)
- Outback (1995)
- Dacci pace (1997)
- Tu sei (1999)
- Hermano mio (2000)
- Unanima (2001)
- UT (2006)
- Shiloh (2009)
- Chaire Yeshua Volume 1 (2012)
- Chaire Yeshua Volume 2 (2014)
- Chaire Yeshua Volume 3 (2017)
- Chaire Yeshua Volume 4 (2019)
- TuvaYkun (2021)
- Shiloh - Il Principe della Pace (2024)

## Opere
- Non abbiate paura (2002)
- Tutti ti cercano (2002)
- Come luce che sorge (2003)
- La verità libera (2004)
- Vita da vita (2005)
- Vieni via (2006)
- Porta alla Luce (2007)
- Il Bel Pastore (2008)
- Felice Via (2009)
- Non abbiate paura (2012)
- Ispirare il Cuore (2012)
- Innamorati dell'Amore (2013)
- Il Felice Incontra - Volume 1 (2016)
- Il Felice Incontra - Volume 2 (2017)
- La verità libera (2018)